# Trichostixis
Trichostixis is een kevergeslacht uit de familie van de boktorren (Cerambycidae). De wetenschappelijke naam van het geslacht werd voor het eerst geldig gepubliceerd in 1936 door Breuning.

## Soorten
Trichostixis is monotypisch en omvat slechts de volgende soort:
- Trichostixis orientalis Breuning, 1936